# FC 로트바이스 에르푸르트
FC 로트바이스 에르푸르트(FC Rot-Weiß Erfurt)는 독일 튀링겐주의 도시 에르푸르트를 연고로 하는 축구 팀으로, 현재 레기오날리가 노르도스트에서 활동하고 있다.

## 성적
- DDR 오버리가: 우승 2회 (1954, 1955), 준우승 1회 (1951)
- FDGB-포칼: 준우승 2회 (1950, 1980)

## 선수 명단

### 현역
참고: FIFA 자격 규정에 따라 소속된 국가대표팀 국기를 표시합니다. 선수는 복수의 FIFA 비회원국 국적을 가지고 있을 수 있습니다.
| 번호 | 포지션 | 국적       | 이름                 |
| ---- | ------ | ---------- | -------------------- |
| 13   | FW     | 나이지리아 | 오베드 치딘두 우곤두 |
| 19   | FW     | 튀르키예   | 외메르 우준          |

| 번호 | 포지션 | 국적 | 이름        |
| ---- | ------ | ---- | ----------- |
| 34   | MF     |      | 히나타 곤다 |

## 역대 감독
| 감독        | 임기        |
| ----------- | ----------- |
| 프랑크 엥겔 | 1995 ~ 1997 |
| 프랑크 엥겔 | 2000        |